# Chuyến bay 772 của UTA
Chuyến bay 772 của UTA là chuyến bay chở khách quốc tế theo lịch trình của hãng hàng không Pháp Union de Transports Aériens (UTA) xuất phát từ Brazzaville ở Cộng hòa Nhân dân Congo,  dừng chân ở N'Djamena ở Chad, đến Sân bay Charles de Gaulle ở Paris, Pháp, đã bị rơi xuống sa mạc Ténéré gần Bilma, Niger, vào ngày 19 tháng 9 năm 1989 với toàn bộ 170 người trên máy bay thiệt mạng, sau một vụ nổ trên máy bay do bom gây ra. Đây là sự cố hàng không lớn nhất từng xảy ra ở Niger.

## Máy bay và phi hành đoàn
Máy bay McDonnell Douglas DC-10-30, đăng ký tại Mỹ với số hiệu N54629, số sê-ri 46852, được sản xuất vào năm 1973. Đây là chiếc DC-10 thứ 125 được sản xuất. Nó đã đảm nhiệm 14.777 chuyến bay với hơn 60.276 giờ tại thời điểm gặp nạn.
Cơ trưởng, 40 tuổi, là một phi công giàu kinh nghiệm với tổng cộng 11.039 giờ bay, 2.723 trong số đó là trên chiếc DC-10. Phi công ngồi bên trái, 38 tuổi, đã có tổng cộng 6.442 giờ bay, 28 trong số đó là trên DC-10. Cơ phó, 41 tuổi, đã có tổng cộng 8.357 giờ bay, 754 trong số đó là trên DC-10. Kỹ sư máy bay, 28 tuổi, đã có tổng cộng 597 giờ bay, 180 trong số đó là trên DC-10.

## Sự cố
Vào Thứ Ba, ngày 19 tháng 9 năm 1989, máy bay McDonnell Douglas DC-10 cất cánh từ Sân bay quốc tế N'Djamena lúc 13:13. Bốn mươi sáu phút sau, ở độ cao hành trình là 35.100 ft (10.700 m), một quả bom trong vali đã phát nỏ ở khoang hàng, khiến Chuyến bay 772 của UTA vỡ tung trên sa mạc Sahara cách Agadez 450 kilômét (280 mi; 240 nmi) về phía đông ở miền nam Ténéré của Niger. Vụ nổ rải rác các mảnh vỡ trên hàng trăm dặm vuông sa mạc. Toàn bộ 156 hành khách và 14 thành viên phi hành đoàn thiệt mạng.

## Nạn nhân

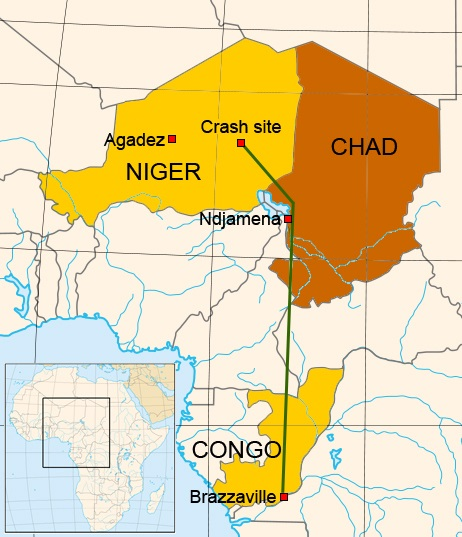
Lộ trình được thực hiện bởi bởi chuyến bay 772 của UTA.

Trong số các nạn nhân có Bonnie Pugh (nhũ danh Barnes), vợ của Robert L. Pugh, đại sứ Mỹ tại Chad vào thời điểm đó.
Tám trong số những người thiệt mạng là công nhân dầu mỏ (từ Esso, Parker, Schlumberger) trở về sau khi hoàn thành việc khoan lỗ khoan Kome-3 ở miền nam Chad.
Sau khi máy bay bị đánh bom, Leonardo Leonardi, phát ngôn viên của Đại sứ quán Ý tại Paris, nói rằng đại sứ quán tin rằng có 6 người Ý trên chuyến bay. Người phát ngôn của dòng tu Friars Minor Capuchin nói rằng hai thành viên của dòng đã ở trên máy bay. Giám mục của Moundou cũng có mặt trên chuyến bay này.
Các nạn nhân đến từ 18 quốc gia khác nhau, phần lớn là công dân Pháp, Chad và Congo: 54 người Pháp, 48 người Cộng hòa Nhân dân Congo, 25 người Chad, 9 người Ý, 7 người Mỹ, 5 người Cameroon, 4 người Anh, 3 người Zaire ( nay là Cộng hòa Dân chủ Congo), 3 người Canada, 2 người Trung Phi, 2 người Mali, 2 người Thụy Sĩ, 1 người Algérie, 1 người Bolivia, 1 người Bỉ, 1 người Hy Lạp, 1 người Maroc và 1 người Senegal.

## Điều tra
Một ủy ban điều tra của Tổ chức Hàng không Dân dụng Quốc tế đã xác định rằng một quả bom được đặt trong thùng chứa ở vị trí 13-R trong hầm hàng phía trước đã gây ra vụ nổ máy bay. Ủy ban cho rằng giả thuyết hợp lý nhất là quả bom đã ở bên trong hành lý được chất tại sân bay Brazzaville. Suy đoán ban đầu về nhóm nào có thể chịu trách nhiệm phá hủy Chuyến bay 772 của UTA tập trung vào Thánh chiến Hồi giáo, những người đã nhanh chóng nhận trách nhiệm về vụ tấn công và nhóm nổi dậy "Kháng chiến bí mật Chadian", chống lại tổng thống Hissen Habré. Năm năm trước, vào ngày 10 tháng 3 năm 1984, một quả bom đã phá hủy một máy bay UTA khác từ Brazzaville ngay sau khi chiếc DC-8 hạ cánh xuống sân bay N'Djamena. Không có trường hợp tử vong nào trong dịp đó và những người chịu trách nhiệm không được xác định.

## Bản đồ
| BrazzavilleN'DjamenaĐịa điểm gặp nạnParis Địa điểm tai nạn và các sân bay | Địa điểm gặp nạn Địa điểm gặp nạn ở Niger |